# Відсоток
Відсо́ток або проце́нт (лат. «pro centum» — сота частка, на сто). Відсотком якого-небудь числа називають соту частину цього числа.
Позначається знаком % і означає соту частку.
{\displaystyle 1\ \%=10^{-2}=0{,}01}.
Відповідно {\displaystyle n\ \%={\frac {n}{100}}}.

## Відсоткове збільшення та зменшення
Коли говориться про «зростання на 10 %» або «зменшення на 20 %», вважається, що зміна відбувається порівняно з попередньою вартістю. Відсоткові зміни можна подати у формі збільшення чи зменшення у певну кількість разів (не обов'язково цілу):
- збільшення на 100 % означає збільшення вдвічі
- збільшення на 500 % означає збільшення в 6 разів
- збільшення на 50 % означає збільшення в 1,5 раза
- зменшення на 50 % означає зменшення вдвічі
- зменшення на 60 % означає зменшення у 2,5 раза
- зменшення на 100 % означає обнулення початкової вартості

У загальному випадку
- збільшення на {\displaystyle n\ \%\ (n>0)} означає збільшення у {\displaystyle 1+n/100\ } разів
- зменшення на {\displaystyle n\ \%\ (0<n<100)} означає зменшення у {\displaystyle 100/(100-n)\ } разів

Послідовні відсоткові збільшення і/або зменшення не можна безпосередньо додавати. Наприклад, якщо в лютому ціна зросла на 20 %, а в березні зменшилася на 20 %, то це не значить, що ціна стала така, яка була у січні. Наприклад, якщо січнева ціна була 200 гривень, то в лютому збільшилась на 0,2·200 = 40 гривень. Зменшення у березні стосується ціни 240 гривень і є рівне 0,2·240 = 48 гривень. Отже, після двох змін ціна буде 240 − 48 = 192 гривні, тобто на 4 % менше, ніж перед змінами.

## Співвідношення відсотків і десяткових дробів
- 0 % = 0
- 0,07 % = 0,0007
- 8% = 0,08
- 11 % = 0,11
- 45,1 % = 0,451
- 70 % = 0,7
- 100 % = 1
- 146 % = 1,46

## Термін
У 1974 та 1980 роках в процесі русифікації з’являються статті з критикою використання терміна відсоток. Слово вважається штучним та застарілим і називається архаїзмом і діалектизмом. Пропонувалося масово використовувати слово замінник процент з відповідним обґрунтуванням: 
|  | тенденції до інтеслов'янізації… термінології в процесі перекладу творів Леніна виявляється і в… засвоєнні українською мовою термінів інтернаціонального характеру |

Слід зауважити, що і досі відсоток ігнорується на законодавчому рівні та відсутнє у словнику термінів, що вживаються у законодавстві України, натомість там присутній процент.

## Історія
У стародавньому Римі, задовго до існування десяткової системи числення, розрахунки часто виконувалися у вигляді дробів, що були кратні числу 1/100. Наприклад, Октавіан Август ввів податок в 1/100, що стягувався при продажу товарів на аукціоні, що відомий як centesima rerum venalium. Обчислення цих часток було еквівалентне обчислюванню відсотків. З тим як в середньовіччі почали домінувати грошові відносити, розрахунки з використанням часток числа 100 стали більш звичайними, з кінця XV до початку XVI століття стало звичним включати такі розрахунки у видання з арифметики. Більшість з цих текстів описували ці методи у застосуванні до розрахунків прибутків і втрат, нарахування процентних ставок та ін. В XVII столітті стало загальноприйнятим описувати відсоткові ставки в сотих частках.

## Відсотки й одиниці вимірювання
Знак відсотка не є скороченням одиниці вимірювання, {\displaystyle n\ \%\ } від певної величини матимуть таку ж одиницю вимірювання, як і ця величина: 5 % від певної відстані буде відстанню, 230 % від певної суми грошей буде сумою грошей, 50 % від безрозмірнісної величини буде безрозмірнісною величиною.

## Відсоткові пункти
Коли виникає потреба порівняти дві подані у відсотках величини, їх різницю виражають у відсоткових пунктах (в. п.). Наприклад, якщо ставка за депозитом зросла з 10 % до 12 %, то кажуть, що вона зросла на 2 відсоткові пункти. Твердження «ставка зросла на 2 %» є неправильним, оскільки 12 є більшим за 10 на 20 %, а не на 2 %.

## Метропроцент
У геології — величина, одержувана перемноженням потужності покладу (довжини випробуваного інтервалу) в м і вмісту корисного компонента.